# Metopobactrus verticalis
Metopobactrus verticalis är en spindelart som först beskrevs av Simon 1881.  Metopobactrus verticalis ingår i släktet Metopobactrus och familjen täckvävarspindlar. Inga underarter finns listade i Catalogue of Life.